# 唐恩
唐恩（15世纪？年—16世纪？年），字天寵，直隸嘉定縣人。明朝官员。

## 生平
弘治十一年（1498年）戊午科舉人，正德九年（1514年）甲戌科進士，授松陽縣知縣，以信義爲重，深得民心。因病卒於官。